# Vida (série télévisée)
Vida est une série télévisée américaine en 22 épisodes de 28 à 40 minutes, créée par Tanya Saracho et diffusée entre le 6 mai 2018 et le 31 mai 2020 sur Starz et en simultanée sur The Movie Network Encore / Starz Canada.
La série est basée sur la nouvelle Pour Vida écrite par Richard Villegas Jr..
En France, elle a été diffusée entre le 3 juin 2019 et le 1er juin 2020 sur le service StarzPlay. Elle reste inédite dans les autres pays francophones.

## Synopsis
Emma et Lyn sont deux sœurs d'origine mexicaine, qui ont grandi dans l'East Los Angeles et que tout oppose dans la vie. À la suite du décès de leur mère, les deux jeunes femmes doivent retourner dans leurs quartier d'enfance. De douloureux souvenirs du passé vont faire surface mais également des secrets sur leur mère qui n'était pas ce qu'elles pensaient.

## Distribution

### Acteurs principaux
- Melissa Barrera (VF : Marie Tirmont) : Lyn Hernandez
- Mishel Prada (VF : Emmanuelle Rivière) : Emma Hernandez
- Ser Anzoategui (VF : Magali Rosenzweig) : Edwina « Eddy » Martínez
- Chelsea Rendon (VF : Camille Donda) : Marisol « Mari » Sanchez
- Carlos Miranda (VF : Eilias Changuel) : Johnny Sanchez
- Maria-Elena Laas (VF : Alice Taurand) : Cruz (saisons 1 et 2)
- Roberta Colindrez (VF : Ingrid Donnadieu) : Nico (saisons 2 et 3)

### Acteurs récurrents
- Elena Campbell-Martínez (VF : Colette Venhard) : Doña Lupe
- Ramses Jimenez (VF : Valentin Merlet) : Tlaloc Medina
- Luis Bordonada (VF : Nessym Guetat) : Nelson Herrera
- Elizabeth De Razzo (VF : Charlotte Correa) : Yoli
- Renée Victor (VF : Julie Carli) : Doña Tita
- Adelina Anthony (VF : Léovanie Raud) : Rocky
- Erika Soto (VF : Caroline Pascal) : Karla
- Vanessa Giselle : Lucky
- Raúl Castillo (VF : Laurent Maurel) : Baco (saison 2)
- Adrian Gonzalez (VF : François Santucci) : Rudy (saisons 2 et 3)

 Source et légende : version française (VF) sur RS Doublage et Doublage Séries Database

## Production

### Développement
En janvier 2016, Starz annonce le développement de la série lors de la tournée presse de la Television Critics Association. Il est dévoilé qu'elle serait basée sur la nouvelle Pour Vida, dont elle devait reprendre le titre à l'origine, de Richard Villegas Jr. et la société Big Beach Films est annoncée à la production.
En septembre 2017, la chaîne annonce la commande d'une première saison de six épisodes. Le lancement de la série pour le 6 mai 2018 est dévoilé lors de la tournée d'hiver de la Television Critics Association.
Le 11 mars 2018, une avant-première mondiale est organisée au Austin Convention Center lors du festival South by Southwest.
En juin 2018, Starz annonce le renouvellement de la série pour une deuxième saison.
Le 31 mai 2019, la série est renouvelée pour une troisième et dernière saison.

### Attribution des rôles
En septembre 2017, Melissa Barrera et Veronica Osorio signent pour les rôles des sœurs au centre de la série. En novembre, Karen Ser Anzoategui, Chelsea Rendon, Carlos Miranda, et Maria Elena Laas rejoignent la distribution principale. Le même mois, Veronica Osorio quitte la série avant le début du tournage et est remplacée par Mishel Prada pour le rôle d'Emma.
En décembre 2017, Elena Campbell-Martínez, Ramses Jimenez, Luis Bordonada, Elizabeth De Razzo, Renée Victor, Adelina Anthony et Erika Soto rejoignent la distribution récurrente de la série.
En juillet 2018, Roberta Colindrez signe pour un rôle principal à partir de la deuxième saison. Le mois suivant, Raúl Castillo et Adrian Gonzalez rejoignent la distribution récurrente.

## Épisodes

### Première saison (2018)
Composée de six épisodes, elle a été diffusée entre le 6 mai et le 10 juin 2018.
Les épisodes, sans titre, sont numérotés de un à six.

### Deuxième saison (2019)
Composée de dix épisodes, elle est diffusée entre le 26 mai 2019 et le 23 juin 2019.
Les épisodes, sans titre, sont numérotés de sept à seize.

### Troisième saison (2020)
Cette dernière saison de six épisodes a été diffusée entre le 26 avril 2020 et le 31 mai 2020.
Les épisodes, sans titre, sont numérotés de dix-sept à vingt-deux.

## Accueil

### Critiques
La première saison de la série reçoit des critiques positives. Sur le site agrégateur de critiques Rotten Tomatoes, elle recueille 100 % de critiques positives, avec une note moyenne de 7,97/10 sur la base de 31 critiques collectées, lui permettant d'obtenir le statut « Frais », le certificat de qualité du site. Le consensus critique établi par le site résume que la série explore une histoire familiale avec une perspective fraîche pour créer une identité sérieuse et sincère de la recherche de soi.
Sur Metacritic, la saison obtient une note de 75/100 basée sur 12 critiques collectées.

### Audiences
| Saisons | Diffusion         | Nombre d'épisodes | Lancement  | Lancement       | Final        | Final           | Téléspectateurs (en moyenne) |
| Saisons | Diffusion         | Nombre d'épisodes | Date       | Téléspectateurs | Date         | Téléspectateurs | Téléspectateurs (en moyenne) |
| ------- | ----------------- | ----------------- | ---------- | --------------- | ------------ | --------------- | ---------------------------- |
| 1       | Dimanche, 21 h 30 | 6                 | 6 mai 2018 | 20 000          | 10 juin 2018 | 163 000         | 130 000                      |